# Texola albipunctata
Texola albipunctata är en fjärilsart som beskrevs av Johannes Karl Max Röber 1914. Texola albipunctata ingår i släktet Texola och familjen praktfjärilar. Inga underarter finns listade i Catalogue of Life.